# Cultuurprijs van de Stad Gent
De Cultuurprijs van de Stad Gent, wordt toegekend aan nog levende personen die in Gent geboren zijn en er gewoond of gewerkt hebben. Creatieve vernieuwing, hoogstaand artistiek gehalte en bijdragen tot de uitstraling van Gent als cultuurstad zijn de beoordelingscriteria. 
Sinds 1975 organiseert het stadsbestuur een driejaarlijkse Cultuurprijs ter bekroning van een loopbaan of een uitzonderlijk verdienstelijk werk. De prijs wordt beurtelings voorbehouden aan de Plastische kunsten, de Literatuur en de Muziek. 
Vanaf 1993 wordt de prijs jaarlijks toegekend. In een cyclus van vijf jaar kwamen dan, naast de reeds genoemde disciplines, ook de Podiumkunsten  en het Historisch onderzoek (van oudsher een eminent onderzoeksterrein in Gent) in aanmerking.  
Aan de Cultuurprijs is een bedrag verbonden van €2500.

## Laureaten van de 'Cultuurprijs van de Stad Gent'

### Driejaarlijkse prijs
- 1975 - Jan Burssens (voor plastische kunsten)
- 1978- Hugo Claus (literatuur)
- 1981 - Lucien Goethals (muziek)
- 1984 - Dan Van Severen (plastische kunsten)
- 1987 - Christine d’Haen (literatuur)
- 1990 - Claude Coppens (muziek)

### Jaarlijkse prijs
- 1993 - Raoul Servais (plastische kunsten)
- 1994 - Paul Huys(literatuur)
- 1995 - Frank Nuyts (muziek)
- 1996 - Dirk Pauwels (podiumkunsten)
- 1997 - Hilda Coppejans- Desmedt (historisch onderzoek)
- 1998 - Jan Van Imschoot (plastische kunsten)
- 1999 - Pol Hoste (literatuur)
- 2000 - Florian Heyerick (muziek)
- 2001 - Eric de Volder (podiumkunsten)
- 2002 - Daniël Lievois (historisch onderzoek)
- 2003 - Dirk Braeckman (plastische kunsten)
- 2004 - Pjeroo Roobjee (literatuur)
- 2005 - René Jacobs (muziek)
- 2006 -  Niet uitgereikt
- 2007 - EVR Architecten (architectuur)
- 2008 - Urgent.fm  (Muziek)
- 2009 - Alberto Garutti (beeldende kunst-kunst in publieke ruimte)
- 2010 - AMSAB-ISG (historisch onderzoek)
- 2011 - Sofie Lachaert (design)
- 2012 - Geert Opsomer (sociaal artistieke praktijk)
- 2013 - Osama Abdulrasol (wereldmuziek)
- 2014 - Jacques Sonck (fotografie)
- 2015 - Bué the Warrior (street art)
- 2016 - Jan Van Der Veken (illustraties)
- 2017 - Nathalie Teirlinck (audiovisuele kunsten)
- 2018 - Platform-K (talentontwikkeling)
- 2019 - Lukas Dhont, (film)
- 2020 - Maximilaan Martens en Hélène Dubois en het team van het MSK (kunstgeschiedenis en archeologisch/historisch onderzoek)
- 2022 - Dominique De Groen (poëzie)